# Dautovo ezero
Dautovo ezero (bulgariska: Даутово езеро) är en sjö i Bulgarien.   Den ligger i regionen Blagoevgrad, i den sydvästra delen av landet, 100 km söder om huvudstaden Sofia. Dautovo ezero ligger 2 339 meter över havet.
I omgivningarna runt Dautovo ezero växer i huvudsak blandskog. Runt Dautovo ezero är det ganska glesbefolkat, med 27 invånare per kvadratkilometer.